# Transportledet
Transportledet AB bildades av Nils Ohlsson i Kristianstad 1964. Verksamheten utvecklades successivt till en av Sveriges största privatägda åkerikoncerner genom strategiska företagsförvärv och organisk tillväxt. Alla förvärvade aktiebolag och verksamheter renodlades och strukturerades för att passa in i Transportledets affärsidé: "Att vara en flexibel och kundfokuserad samarbetspartner till DHL i den trafikpolitiska triangeln Malmö-Göteborg-Stockholm med Skåne som bas".

## Företagsförvärv 1964-1998
- 1964 Helge Johanssons Åkeri, Hylta
- 1965 Axel Olofssons Åkeri, Vä
- 1969 Lennart Strands Åkeri, Viby
- 1972 Arne Olofssons Åkeri, Kristianstad
- 1975 Nils Hanssons Åkeri, Kristianstad
- 1977 Niwa Frakt, Fjälkinge
- 1979 Kristianstads Godstrafik AB, Kristianstad
- 1980 Agne Mårtenssons Åkeri AB, Malmö
- 1980 Nymans Åkeri AB, Nybro
- 1981 Inge Nilssons Åkeri AB, Perstorp
- 1983 Expressbyrån AB, Hässleholm
- 1988 Scandinavian Tank Transport AB, Göteborg
- 1991 ADR Transport AB, Sollentuna
- 1994 ASG-T Linje Ett AB, Göteborg
- 1994 Södertälje Kundtjänst AB, Södertälje
- 1996 Fjärrmo Invest AB, Helsingborg
- 1997 Landskrona Åkeri AB, Landskrona
- 1998 Sandströms Åkeri AB, Helsingborg
- 1998 Klippans Åkeri AB, Klippan

## 2000-talet
I början av 2000-talet hade Transportledet 170 lastbilar, 320 medarbetare och omsatte drygt 250 miljoner kr med god lönsamhet och tillväxt. 
2005 bestämmer sig Nils Ohlsson för att sälja sitt livsverk och Roy Svensson blir ny ägare till Transportledet AB.
Nils Ohlsson avlider tragiskt och alldeles för tidigt 2006 vid 61 års ålder. Hans barn tar över ansvaret för Nils Ohlsson Invest AB som därefter blir ett renodlat investmentbolag med god lönsamhet. 
Roy Svensson driver Transportledet vidare i en alltmer pressad och konkurrensutsatt transportbransch.

## 2010-talet
Efter några år med stora lönsamhetsproblem går Transportledet AB i konkurs 2013.